# Homeworld 2
Homeworld 2 är ett realtidsstrategispel, utvecklat av Relic Entertainment och utgivet av Sierra Entertainment 2003. Spelet finns till Windows och OS X. Det är uppföljare till Homeworld.

## Handling
Moderskeppet The Pride of Hiigara har precis blivit färdigbyggt. Under övningarna attackeras skeppet av en Vaygr-flotta under befäl av fältherren Makaan. Med hjälp av lätta attackskepp slår moderskeppet tillbaka de första attackerna, och flyr genom hyperrymden till hemvärlden Hiigara, där det tar emot sin besättning.
Pride of Hiigara ger sig ut på en expedition för att återuppväcka den legendariska Sajuuk, vars skepp är det enda som kan stoppa Vaygr-attacken mot Hiigara.